# Chakravarthi Rajagopalachari
Chakravarthi Rajagopalachari (tâmil: சக்ரவர்த்தி ராஜகோபாலாச்சாரி; 10 de dezembro de 1878 — 25 de dezembro de 1972), foi um político indiano, ativista pela independência, escritor, historiador advogado, escritor, estadista e um devoto hindu indiano. Foi o segundo governador-geral da Índia independente. Foi depois ministro-chefe de estado de Madras. 

## Carreira
Informalmente chamado de Rajaji ou CR. Rajagopalachari foi o último governador-geral da Índia, já que a Índia logo se tornou uma república em 1950. Além disso, ele foi o primeiro governador-geral indiano, já que antes dele os cargos eram ocupados por cidadãos britânicos. Ele também serviu como líder do Congresso Nacional Indiano, Premier da Presidência de Madras, Governador de Bengala Ocidental, Ministro de Assuntos Internos da União Indiana e Ministro-chefe do estado de Madras. Rajagopalachari fundou o Partido Swatantra e foi um dos primeiros a receber o maior prêmio civil da Índia, o Bharat Ratna. Ele se opôs veementemente ao uso de armas nucleares e foi um defensor da paz mundial e do desarmamento. Durante sua vida, ele também adquiriu o apelido de 'Manga de Salem'.
Rajagopalachari nasceu na aldeia Thorapalli de Hosur taluk, no distrito de Krishnagiri de Tamil Nadu, e foi educado no Central College, em Bangalore, e no Presidency College, Madras. Em 1900, ele começou a exercer a advocacia no tribunal de Salem. Ao entrar na política, tornou-se membro e posteriormente presidente do município de Salém. Ele se juntou ao Congresso Nacional Indiano e participou das agitações contra a Lei Rowlatt, aderindo ao movimento de Não Cooperação, ao Vaikom Satyagraha e à Desobediência Civilmovimento. Em 1930, Rajagopalachari arriscou a prisão quando liderou o Vedaranyam Salt Satyagraha em resposta à Marcha de Dandi. Em 1937, Rajagopalachari foi eleito primeiro-ministro da Presidência de Madras e serviu até 1940, quando renunciou devido à declaração de guerra da Grã-Bretanha à Alemanha. Ele favoreceu conversas com Muhammad Ali Jinnah e a Liga Muçulmana e propôs o que mais tarde veio a ser conhecido como a fórmula CR. Em 1946, Rajagopalachari foi nomeado Ministro da Indústria, Abastecimento, Educação e Finanças do Governo Provisório da Índia e, em seguida, Governador de Bengala Ocidental de 1947 a 1948, Governador Geral da Índia de 1948 a 1950, Ministro do Interior da União de 1951 a 1952 e como Ministro-Chefe do estado de Madras de 1952 a 1954. Em 1959, renunciou ao Congresso Nacional Indiano e fundou o Partido Swatantra, que lutou contra o Congresso nas eleições de 1962 , 1967 e 1971. Rajagopalachari foi fundamental na criação de uma frente unida contra o Congresso no estado de Madras sob o CN Annadurai, que varreu as eleições de 1967. Faleceu em 25 de dezembro de 1972, segunda-feira de natal, aos 94 anos.
Rajagopalachari foi um escritor talentoso que fez contribuições duradouras para a literatura inglesa indiana e também é creditado com a composição da canção Kurai Onrum Illai com música carnática. Ele foi pioneiro em movimentos de temperança e entrada em templos na Índia e defendeu a elevação dalit. Ele foi criticado por introduzir o estudo obrigatório de hindi e o controverso esquema de educação elementar de Madras no estado de Madras. Os críticos muitas vezes atribuem sua preeminência na política à sua posição como favorito de Mahatma Gandhi e Jawaharlal Nehru. Rajagopalachari foi descrito por Gandhi como o "guardião da minha consciência".

## Contribuições à literatura e à música
Um escritor talentoso tanto em sua língua materna tâmil quanto em inglês, Rajagopalachari foi o fundador da Sociedade Literária de Salem e participava regularmente de suas reuniões. Em 1922, ele publicou Siraiyil Tavam (Meditação na prisão), um relato diário de sua primeira prisão pelo governo colonial de 21 de dezembro de 1921 a 20 de março de 1922.
Rajagopalachari fundou a Tamil Scientific Terms Society em 1916, um grupo que cunhou novas palavras em tâmil para termos ligados à botânica, química, física, astronomia e matemática.  Recebeu uma recepção mista porque se baseou em raízes sânscritas para cunhar novas palavras tâmil.
Em 1951, ele escreveu uma releitura resumida do Mahabharata em inglês, seguido por um do Ramayana em 1957. Antes, em 1961, ele havia traduzido o Tamil Ramayana de Kambar para o inglês.  Em 1965, ele traduziu o Thirukkural para o inglês e também escreveu livros sobre o Bhagavad Gita e os Upanishads em inglês, bem como obras sobre Sócrates e Marco Aurélio em tâmil. Rajagopalachari muitas vezes considerava suas obras literárias como o melhor serviço que ele havia prestado ao povo.  Em 1958, ele foi premiado com o Prêmio Sahitya Akademi por obras na língua tâmil por sua releitura do Ramayana – Chakravarti Thirumagan.  Ele também foi um dos fundadores da Bharatiya Vidya Bhavan, uma organização dedicada à promoção da educação e da cultura indiana. Em 1959, o Bharatiya Vidya Bhavan publicou seu livro: "Hinduísmo: Doutrina e Modo de Vida".
Além de suas obras literárias, Rajagopalachari também compôs uma canção devocional Kurai Onrum Illai dedicada ao Senhor Venkateswara, uma canção musicada e regular em concertos Carnatic. Rajagopalachari compôs um hino de bênção cantado por M. S. Subbulakshmi na Assembleia Geral das Nações Unidas em 1967.

## Lista de obras
— Tamil —
| * சிறையில் தவம்           | Siraiyil Tavam                           |                                     | 1922 |
| * ஸோக்ரதர் அல்லது         | Sōkratar, allatu, Cattiyākkiraka vijayam | Cātu Accukkūṭam                     | 1922 |
| * தம்பி வா              | Tampī! vā!                               | Rōccars and Cans Limited            | 1939 |
| * ஆத்ம சிந்தனை           | Ātma cintan̲ai                            | Pārati Patippakam                   | 1954 |
| * துறவி லாரென்ஸ்           | Tur̲avi Lāren̲s                            | Campā Nūlakam                       | 1957 |
| * நிரந்தரச் செல்வம்        | Nirantarac celvam                        | Pārati Patippakam                   | 1963 |
| * திருமூலர் தவமொழி         | Tirumūlar tavamol̲i                       | Pārati Patippakam                   | 1964 |
| Traduções            |                                          |                                     |      |
| * வியாசர் விருந்து          | Viyācar viruntu                          | Tamil̲ppaṇṇai                        | 1946 |
| * திண்ணை இரசாயனம்         | Tiṇṇai Racāyaṉam                         |                                     | 1946 |
| * கைவிளக்கு              | Kaivilakku                               | Thirumakal                          | 1958 |
| * சக்கரவர்த்தி திருமகன்     |                                          |                                     | 1958 |
| * கடோபநிஷத்துப் பொருள் விளக்கம் | Kaṭōpaniṣattu: poruḷ viḷakkam            | Pāratīya vityā pavan̲, Cen̲n̲aik kin̲ai | 1962 |

— Inglês —
- India's flag (1923, Ganesh)
- Indian Prohibition Manual (1930)
- Plighted word (1933, Servants of Untouchables Society)
- The way out (1943, Oxford University Press)
- The impending fast of Mahatma Gandhi: the issues explained (1944, Servants of Untouchables Society)
- Reconciliation, why and how: a plea for immediate action (1945, Hind Kitabs)
- Ambedkar Refuted (1946, Hind Kitabs)
- The fatal cart and other stories(1946, Hindustan Times)
- Vedanta, the basic culture of India (1949)
- The Indian communists (1955, Cultural Books)
- The good administrator (1955, Governo da Índia)
- Our democracy and other essays (1957, B.G. Paul & Co.)
- Mankind protests: a collection of speeches and statements on atomic warfare and test explosions (1957, All India Peace Council)
- Satyam eva jayate: a collection of articles contributed to Swarajya and other journals from 1956 to 1961, Volume 1 (1961, Bharathan Publications)
- Hinduism, doctrine and way of life (1959, Bharatiya Vidya Bhavan)
- The Art of translation: a symposium (1962, Government of India)
- The question of English (1962, Bharathan Publications)
- Our Culture (1963, Bharatiya Vidya Bhavan)
- Gandhiji's teachings and philosophy (1963, Bharatiya Vidya Bhavan)
- Swatantra answer to Chinese Communist challenge (1964)
- English for unity (1965, Bharathan Publications)
- The unification of cultures: being an address delivered at the Indian Institute of World Culture on 18 August 1966, under Major-General S.L. Bhatia Endowment Lectureship (1966)
- Stories for the innocent (1967, Bharatiya Vidya Bhavan)
- Bharati, the Tamil poet (Bharathi Tamil Sangam)

Traduções
- Bhagavad-gita abridged and explained: setting forth the Hindu creed, discipline and ideals (1949, Hindustan Times)
- Mahabharatha (1951, Bharatiya Vidya Bhavan)
- Sri Ramakrishna Upanishad (1953, Sri Ramakrishna Math)
- Ramayana (1957, Bharatiya Vidya Bhavan)
- Bhaja Govindam (1965, Bharatiya Vidya Bhavan)
- Kural: the great book of Tiru-Valluvar (1965, Bharatiya Vidya Bhavan)